# حمام بادرخت
حمام بادرخت (بالفارسية: حمام پادرخت) هو حمام تاريخي يعود إلى الدولة البهلوية، ويقع في سبزوار.